# 量子轨迹理论
量子轨迹理论（英語：Quantum Trajectory Theory，缩写为QTT）是量子力学的一种动力学表述，用于模拟开放量子系统、量子耗散和单量子系统。 它由Howard Carmichael在 20 世纪 90 年代初发展出来，称为量子跳跃或蒙特卡洛波函数(MCWF)的方法也同期由Dalibard、Castin和Mølmer发展出来。Dum、 彼得·佐勒和Ritsch以及Hegerfeldt与Wilser也有通过基于波函数的蒙特卡罗方法来研究开放量子系统的同期工作。 
量子轨迹理论与量子理论的标准表述薛定谔方程式相容，但它提供了更具体的理解。薛定谔方程式可用于计算测量时找到量子系统处于各个可能状态的概率。这种方法从根本上来说是统计学的，可用于预测大量量子对象的平均测量值，但它不能描述或提供对单个粒子行为的洞察。量子轨迹理论填补了这一空白，它提供了一种方法来描述遵循薛定谔方程计算出的概率的单个量子粒子的轨迹。与量子跳跃方法一样，量子轨迹理论适用于与环境有相互作用的开放量子系统。量子轨迹理论之所以特别受欢迎，是因为该技术是为有效地控制和监控单个量子系统而发展的，因为它可以预测单个量子物体（如粒子）在被观察时的行为。